# Xia Meng
 Xia Meng , auch Hsia Moon, (chinesisch 夏夢 / 夏梦, Pinyin Xià Mèng, W.-G. Hsia Meng, Jyutping Haa6 Mung6 – „Sommertraum“; * 11. Februar 1933 als 楊濛 / 杨濛,  Yáng Méng, Jyutping Joeng4 Mung4 in Shanghai, China; † 28. Oktober 2016, Shatin, Hongkong) war eine chinesische Schauspielerin und Filmproduzentin.

## Leben und Karriere
1947 zog Miranda Yang Meng mit ihrer Familie aufgrund der innere Unruhen Chinas von Shanghai nach Hongkong, wo sie mit ihrer Schwester Yang Jie (楊潔 / 杨洁, * 1934) auf die Maryknoll Convent School in Kowloon ging.

## Filmografie (Auswahl)
- 1951: Jin hun ji
- 1952: Yi jia chun
- 1952: Xin hong lou meng
- 1953: Hua hua shi jie
- 1953: Nie hai hua
- 1953: Men
- 1953: Bai ri meng
- 1953: Jue dai jia ren
- 1954: Huan xi yuan jia
- 1954: Du hui jiao xiang qu
- 1954: Zi mei qu
- 1955: Bu yao li kai wo
- 1956: Ri cu
- 1956: San lian